# Plataforma de abrasión
Se denomina plataforma de abrasión, o plataforma litoral, a una porción expuesta del suelo de tipo rocosa, plana, que ha sido erosionada por la acción de las olas y la arena.
Estos elementos pueden llegar a tapar la plataforma ocasionalmente, o la misma puede encontrarse en ciertas épocas sobre el nivel del mar a causa de episodios de regresión marina, dando lugar a una terraza litoral. 

Las plataformas de abrasión son estructuras entre mareas, ya que se encuentran por lo general en la zona entre los registros de la bajamar y la pleamar, con frecuencia quedando expuestas durante la bajamar. 
Si la plataforma de abrasión es angosta a veces en América se la denomina banqueta de abrasión. Por el contrario en zonas de la Patagonia, donde la meseta patagónica posee uno de sus cambios abruptos de desnivel en proximidades de la costa y la amplitud de la mareas es muy amplia se observan plataformas de abrasión muy extensas y anchas (excediendo los 500 m).